# Lam Durian
Lam Durian is een bestuurslaag in het regentschap Aceh Jaya van de provincie Atjeh, Indonesië. Lam Durian telt 561 inwoners (volkstelling 2010).